# Tiberius Cornelis Winkler
Tiberius Cornelis Winkler (* 28. Mai 1822 in Leeuwarden; † 18. Juli 1897 in Haarlem) war ein niederländischer Chirurg, Zoologe und Paläontologe. Er war ab 1864 Kurator für Geologie, Paläontologie und Mineralogie am Teylers Museum in Haarlem.

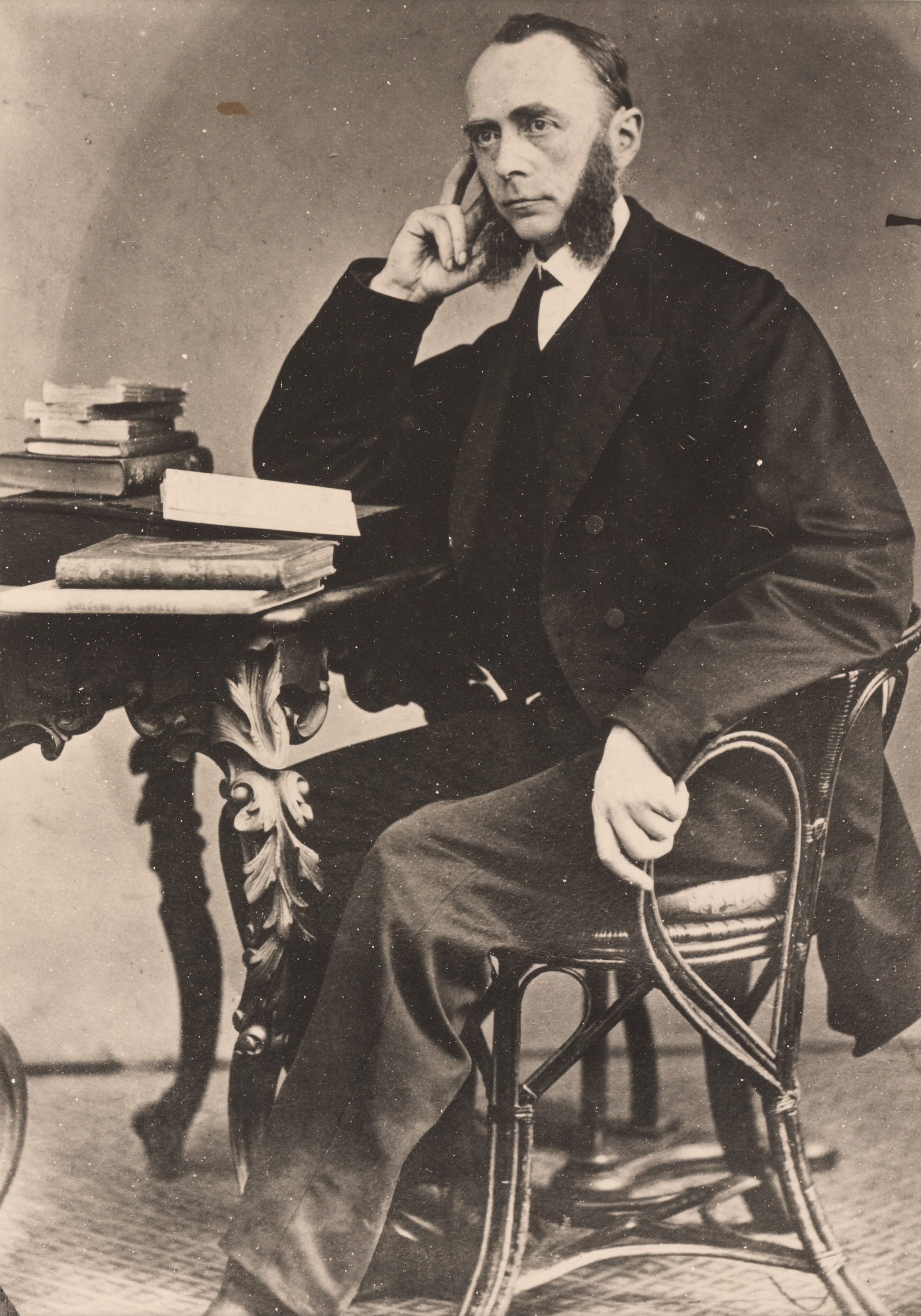
Tiberius Cornelis Winkler

## Leben
Winkler heiratete schon 1844, war überwiegend Autodidakt und begann 1850 in Haarlem eine Ausbildung als Chirurg. Nach dem Abschluss 1852 praktizierte er in Nieuwediep. Ein von einem Petermännchen verletzter Fischer machte ihn neugierig und führte ihn in die Bibliothek von Teylers Museum. Er wurde zum Experten für Fische und arbeitete nebenberuflich für das Museum, dessen fossile Fische er katalogisierte (unter anderem aus dem jurassischen Plattenkalk von Solnhofen). 1864 wurde er Kurator am Museum. Sein Fossilienkatalog des Museums umfasste bis 1896 sechs Bände und fünf Supplementbände mit 15458 Fossilien. Daneben katalogisierte er die Mineraliensammlung.
Winkler war zu seiner Zeit durch populärwissenschaftliche Aufsätze zu Biologie und Naturforschung bekannt, insbesondere in der Zeitschrift Album der Natuur, und war ein Verfechter der Evolutionslehre von Charles Darwin, dessen Ursprung der Arten er ins Niederländische übersetzte (Het Ontstaan der Soorten).
Er war Anhänger des Volapük.

## Erstbeschreibungen
- Coelacanthus giganteus WINKLER 1880.

## Schriften
- Description de quelques restes de poissons fossiles des terrains triasiques des environs de Wurzbourg. Archives du Musée Teyler 5, 1880, S. 109–149, pl. V–IX.